# Angry Birds
Az Angry Birds (szabad fordításban Mérges madarak) egy kétdimenziós ügyességi és logikai elemeket ötvöző videójáték, melyet a finn Rovio Entertainment fejlesztett, és az Apple cég iOS rendszerein vált elérhetővé elsőként, 2009 decemberében. Azóta ebből a változatból több mint 12 millió példány kelt el, ami arra ösztökélte a fejlesztőket, hogy más platformokra is elkészítsék művüket, például Androidra, Symbianra vagy Windows Phone 7-re.

## A játék leírása

Egy kilőtt madár a malacok védművét dönti össze

A játék lényege, hogy a felhasználónak egy csúzli segítségével kell a különböző színű és formájú önfeláldozó madarakat különböző építményekre kilőni, azzal a szándékkal, hogy az ott tartózkodó disznókat elpusztítsa. Ahogy a játékos teljesíti a pályákat, újabb madárfajták válnak elérhetővé, amik mind sajátos képességekkel rendelkeznek, melyek megfelelő időben történő aktiválása kulcsfontosságú lehet a pályák teljesítése érdekében. A fejlesztők számos ingyenes frissítéssel és bónusz tartalommal ellátták programjukat, de önálló szoftverek is megjelentek bizonyos ünnepek vagy valamilyen promóció alkalmából.
Az Angry Birds legfőbb pozitívumának az addiktív játékmenetet, a humoros stílust és az alacsony árat tartják. A számítógépes és konzolos változatokon túl megjelentek a játék nevével fémjelzett termékek több formában is (a játék karakterei például a különböző plüssfigurák képében), de már filmre vagy televíziós sorozatra is készültek tervek. Az összes változatot számítva a játékot már több mint 500 millió alkalommal töltötték le, ezért jelenleg a legnépszerűbb játéknak, 2010 egyik legkiemelkedőbb sikerének, illetve a legsikeresebb mobil alkalmazásnak tartják.

## Történet és fejlesztések
2009 elején a Rovio alkalmazottjai egy különleges játék fejlesztése mellett tették le voksukat. A javaslat a fő tervezőhöz Jaakko Iisalohoz érkeztek hogy egy olyan játékot kellene készíteni amelyben pár mérges madár szerepelne. A madaraknak nem volt se lábuk se szárnyuk. Ekkor még nem volt meghatározva sem a játékstílus sem a játék lényege. A csapatnak tetszett az ötlet így végül megkezdték a fejlesztést.
A játék koncepciója a mérges madarakra lett hangsúlyozva. Innen kapta végül a nevét: Angry Birds.
Azonban a madaraknak ellenségekre is szükségük volt a játékmenet miatt. Mivel a játék kifejlesztése pont arra az időszakra esett amikor a H1N1 néven elhíresült sertésinfluenza volt jelen, így az alkotók végül a malacok mellett döntöttek, mint a madarak fő ellenségei.
A fejlesztési költségek akkor már meghaladták a 100 000 eurót és ebben a költségben még nincs benne a későbbi fejlesztések árai. Végül a játékot az Electronic Arts segítségével közzétették az iOS-en lévő App Store alkalmazás-áruházba ahonnan 2009 decemberétől már le lehetett tölteni. Később a játék már mindenféle játékkonzolon volt elérhető közvetlenül a Rovio által. Ez utóbbi alól kivétel a PSP amelyet a Sony az Abstraction Games és az Electronic Arts licencszerződés alapján hozott forgalomba.
A cég később további operációs rendszerre próbálta felhelyezni az Angry Birds-öt. Ezek közül az Androidra történő fejlesztés történt a legérdekesebbnek. A felhasználói felület a processzor sebessége sokkal nagyobb volt mint az iOS esetében. Végül a csapat egy másfajta verziót állított fel ahhoz képest hogy a tesztek alatt kiderült hogy 30 féle androidos mobilon futott hibátlanul az iOS-es verzió. Egy hónappal az eredeti kiadás után az Androidon 2010 októberében debütált. Még 2010 elején elkezdődött a Facebook verzió fejlesztése amely a legnagyobb konkurenciája lett a Farmville ottani verziójának. Az Angry Birds Facebook 2012 februárjában mutatkozott be.

## Az eredeti Angry Birds

### Szintek
Minden szint egy külön ún. epizódba tömörül amelyekben különböző "részeken" helyezkednek el a szintek. Ezek darabszáma lehet 21 vagy 15.
| Epizód eredeti neve   | Epizód magyar neve    | Megjelenés dátuma              | Részek száma | Szintek száma |
| --------------------- | --------------------- | ------------------------------ | ------------ | ------------- |
| Poached Eggs          | Buggyantott tojások   | 2009. december                 | 3            | 21            |
| Mighty Hoax           | Hatalmas átverés      | 2010. március                  | 2            | 21            |
| Danger Above          | Veszély felülről      | 2010. április                  | 3            | 15            |
| The Big Setup         | A nagy építés         | 2010. július                   | 3            | 15            |
| Ham ’Em High          | Sonkák magasan        | 2010. december                 | 3            | 15            |
| Mine and Dine         | Bányászat és étkezés  | 2011. június                   | 3            | 15            |
| Birdday Party         | Madárnapi parti       | 2011. december                 | 2            | 15            |
| Bad Piggies           | Rossz malacok         | 2012. október 9.               | 3            | 15            |
| Red's Mighty Feathers | Piros hatalmas tollai | 2013. július 3.                | 2            | 15            |
| Short Fuse            | Rövidzárlat           | 2013. november 26.             | 3            | 15            |
| Surf and Turf         | Szörf és röff         | 2012. március 2012. október 9. | 3            | 15            |

### Madártípusok
| Név                       | Szín         | Leírás                                                                                                  | Képernyő-megérintéskor/kattintáskor bekapcsolódó funkciója  |
| ------------------------- | ------------ | --- | ----------------------------------------------------------- |
| Piros (Red)               | Piros        | Nincs különleges funkciója, egyszerű pusztítást végez.                                                  | Nincs.                                                      |
| Jay, Jake és Jim          | Kék          | Képes az üvegeket összetörni.                                                                           | Három külön madárra válik szét.                             |
| Chuck                     | Sárga        | Vastagabb vagy vékonyabb fa barikádokat tud összetörni.                                                 | Gyorsabban repül ezáltal tökéletes rombolást végez.         |
| Bomba (Bomb)              | Fekete       | Képes bármit eltüntetni robbanással ami érintés/kattintás nélkül is bekövetkezik amint hozzáér bármihez | Felrobban (a Short Fuse pályán elektromos mezőt hoz létre). |
| Matilda                   | Fehér        | Egy robbanó „tojásbombát” hordoz                                                                        | Ledob egy torpedószerű tojást, ami becsapódáskor felrobban  |
| Hal                       | Zöld         | Bumeráng módjára képes visszafordulni                                                                   | Érintés/Kattintás hatására irányt vált                      |
| Terence                   | Bordó        | Nagy termetének köszönhetően képes teljes rombolást végezni, mindent lerombolni                         | Nincs.                                                      |
| Bubi (Bubbles)            | Narancssárga | Kicsi, nagy munkát nem tud végezni, de felfúvódik érintés nélkül is ha bármihez hozzáér, majd leereszt. | Felfújódik.                                                 |
| Stella                    | Rózsaszín    | Buborékok segítségével emeli magasba a tárgyakat.                                                       | Érintésre buborékokat fúj.                                  |
| Büszke Sas (Mighty Eagle) | Barna-fehér  | Egyedi madár, Terence-hez hasonlóan rombol, ám nem állandó, csak néha használható és fizetős.           | Nincs.                                                      |

### Malacok
| Név                            | Szín        | Leírás                                                                                                |
| ------------------------------ | ----------- | --- |
| Kis malac (Minion Pig)         | Mind zöldek | Könnyen pusztítható.                                                                                  |
| Tizedes malac (Corporal Pig)   | Mind zöldek | Nehezen pusztítható, egy sisakkal védekezik a madarak ellen.                                          |
| Bajuszos malac (Moustache Pig) | Mind zöldek | Nehezen pusztítható, különlegessége hogy nagy vörös bajusza van. Gyakran vegyítik a sisakos malaccal. |
| Malackirály (King Pig)         | Mind zöldek | Könnyen pusztítható, az utolsó szinteken szokott szerepelni                                           |

## Egyéb Angry Birds játékok
- Angry Birds Seasons

A játék "második része". Ebben a karakterek ugyanazok, de a pályák eltérőek. Eredetileg halloweeni, húsvéti, karácsonyi pályák voltak, minden évben ezeknek csinálták meg különböző verzióit. Azóta készült "Piglantis" (kb.: Malaclantisz), Sarki expedíció, sőt még NBA pálya is. Készültek speciális "Pig days" pályák amelyek nagy napok, világnapokról mintázódtak. Ebben a játékban szerepel először Buborék, Stella és Tony (Terence unokatestvére) is. 
- Angry Birds Rio

Ez a játék az azonos című film, és annak második része alapján készült. Malacok helyett kiszabadításra váró madarak és majmok az ellenfelek. Ebben a részben szerepelnek a film egyes szereplői is (Azúr, Csili és Nigel). 
- Angry Birds Space

Ebben a játékban a madarak az űrben, különböző bolygókon harcolnak a malacokkal. Speciális, szuperhősökhöz hasonló kinézetük van. A játékban nem szerepel Matilda, Bumeráng, Stella és Buborék, de szerepel Jégmadár (csak itt szerepel), és itt található meg a gravitáció, amely később az Angry Birds Star Wars egyik alapja lett. 
- Angry Birds Star Wars

Ez a játék a Star Wars klasszikus részein (Egy új remény, a Birodalom visszavág, A jedi visszatér) alapszik. A madarak és a malacok ebben más szerepekben és képességekkel jelennek meg (Pl.: Red = Luke Skywalker). A különböző fejezetek bolygók, amelyek végén egy speciális főgonosz pálya található. Itt az aranytojás pályák droid pályák, ahol C3PO és R2-D2 szerepelnek.
- Angry Birds Star Wars II

Az Angry Birds Star Wars II az Angry Birds Star Wars-hoz hasonlít, de ez az új három rész (Baljós árnyak, Klónok háborúja, a Sith-ek bosszúja), illetve a Star Wars: Lázadók sorozathoz köthető. A játék nagy újítása, hogy a malacok oldalán is lehet harcolni, illetve a Telepod-rendszer.
- Angry Birds Go!

Ebben a részben a Malacok és a Madarak versenyautókkal próbálnak elsőként beérni a célba. Ez az első 3D-s Angry Birds játék. A karakterek ugyanazok, mint az eredeti játékban, de ebben a játékos a malacokkal is lehet. Minden madár és malac egy különleges képességet használhat a verseny során. Erősen hasonlít a Mario Kartra. 
- Angry Birds Epic

Az Angry Birds Epic egy ingyenesen letölthető IOS-en vagy Androidon játszható taktikai RPG (Role Playing Game=szerepjáték). A játékban a klasszikus Angry Birdsből megismert madarak és malacok láthatóak fantasy kivitelben. A játékban minden karakternek van egy támadó és egy segítő képessége. Ez a játék iírányítását tekintve nem hasonlít az eredeti játékhoz. 
- Angry Birds Stella

A játék "lány változata". Ez nem Malacszigeten hanem Aranyszigeten játszódik. Irányítását tekintve hasonlít az eredeti játékhoz, de továbbfejlesztett. Új madarak szerepelnek benne, illetve Stella, aki új szupererőt kapott: Stella, Poppy, Luca, Willow, Dahlia, és a gonosz: Gale, a sötét hercegnő. Ez a második játék (az első az Angry Birds Epic) amelyikben madár is gonosz. A karaktereket öltöztetni is lehet. 
- Angry Birds Transformers

Ebben a játékban a játékos oldalról nem csúzlikból madarakkal, hanem a madarak (akiknek kezük és lábuk is van ebben a játékban) lézerfegyvereivel lőheti a malacokat, bár a malacok segítőként is szerepelnek. A szereplők Transformers hősökre vannak mintázva, pl.: Red = Optimus Prime, Chuck = Bumblebee, Boomerang = Grimlock. Ez az első játék amelyikben Boomerang főszereplő.
- Angry Birds Friends

A játék facebook verziója. Itt szerepelt először többek közt a Surf and Turf. Ebben a részben a játékos online tournamentekben versenyezhet a barátai ellen. Ez minden héten megújul, más a témája. Általában sima Angry Birds pályák, de van, hogy Halloween, Karácsony, sőt volt már szuperhősös "Wingman" tournament is. Ebben a részben szerepel egyedül (többek közt) a Wingman aki Terence szuperhős alteregója.
- Bad Piggies

Ebben a játékban a játékos a malacok oldalán játszik. Járműveket kell építenie, hogy megszerezzen egy bizonyos tárgyat. Szerepelnek benne a madarak is, ellenségként.
- Angry Birds Stella POP!
- Angry Birds Fight!
- Angry Birds 2
- Angry Birds Action!
- Angry Birds Journey

## A sorozat
A Rovio Az Angry Birds játék alapján elkezdett egy tv-sorozatot gyártani. Azt tervezték hogy 52, körülbelül 2 perces epizódot csinálnak, ez sikerült is nekik.
2014-ben új sorozattal álltak elő: címe Piggy Tales. Ez a sorozat a malacok mókás történeteit meséli el. Összesen 27 részes lett.
2016-ban a második évadot is elkészítették Pigs at work címen, kb. 20 epizódot.

A rajongók kérésére előálltak az Angry Birds Toons: Season II-val is, amely új történeteket mutat be a malacok és madarak életéből.
Az új játék, az Angry Birds Stella kapcsán egy negyedik sorozat is készült, amely azt mutatja meg, hogy Gale-ből miként lett gonosz, és mi történt ezután.

## Animációs film
2016-ban animációs film is készült a játék karaktereivel, akiket itt kicsit részletesebben vannak ábrázolva a játékbéli változatukhoz képest.
2019 augusztusában bemutatták az Angry Birds. A film második részét, ahol a madarak a malacokkal összefogva mentik meg szigeteiket a sasoktól.

## Fordítás
- Ez a szócikk részben vagy egészben a Angry Birds című angol Wikipédia-szócikk fordításán alapul.  Az eredeti cikk szerkesztőit annak laptörténete sorolja fel. Ez a jelzés csupán a megfogalmazás eredetét és a szerzői jogokat jelzi, nem szolgál a cikkben szereplő információk forrásmegjelöléseként.